# Villa Jauss

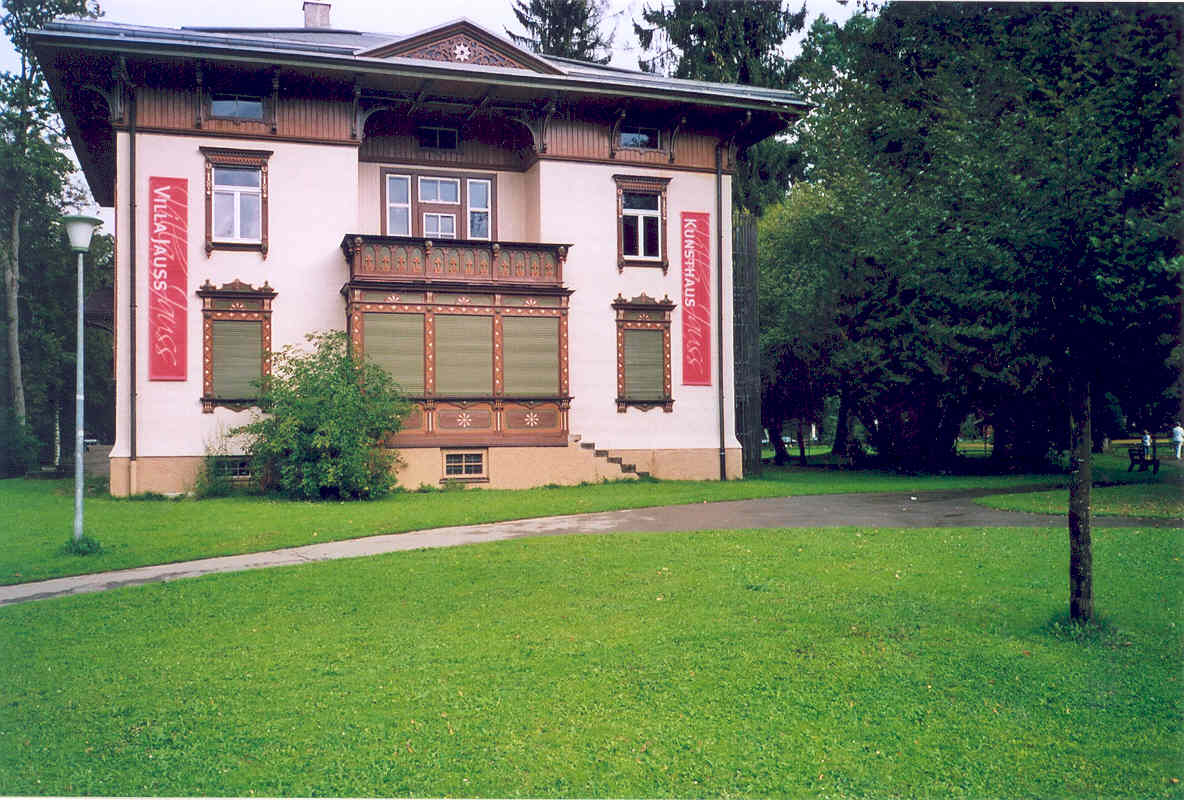
Südseite

Die Villa Jauss ist ein Kulturzentrum in Oberstdorf im Allgäu. Die 1895 vom Braumeister Melchior Jauss aus Seeg im Allgäu als Wohnhaus erbaute Villa befindet sich im Fuggerpark (Jaussgarten). Architektonische Vorbilder für das mit blockbauähnlichem Fundament aus Stein und einen Holzschirm errichtete Gebäude waren Häuser in Bozen. 
Im Jahr 1961 erwarb die Gemeinde Oberstdorf das Anwesen. Die Räumlichkeiten der Villa werden für gemeinnützige Veranstaltungen und kulturelle Ausstellungen durch die Initiative Villa Jauss e.V. genutzt. In der ständigen Ausstellung befinden sich Teile der Stiftung des Oberstdorfer Sammlers Hugo J. Tauscher. In fünf Räumen des Hauses sind aus dieser Stiftung Originalzeichnungen, Radierungen und Lithographien von Künstlern wie Heinrich Zille, George Grosz, Oskar Kokoschka, A. Paul Weber, Horst Janssen, Joseph Beuys, Henri de Toulouse-Lautrec, Henry Moore, Marc Chagall, Pablo Picasso, Salvador Dalí, Antoni Tàpies und  Joan Miró zu sehen. Das Gebäude steht unter Denkmalschutz.
Die Villa Jauss ist zusammen mit der Stadt Immenstadt (Museum Hofmühle Immenstadt) und der Stadt Sonthofen (Markthalle Sonthofen) Veranstaltungsort der Kunstausstellung Die Südliche (2006, 2009, 2012, 2015).

## Ausstellungen (Auswahl)
- 2005: Japanische Holzschnitte
- 2006: Delacroix, Daumier, Corot
- 2007: Wege zur Moderne – Grafiken von Cézanne, Picasso, Braque, Matisse
- 2008: 33 Augenpaare – „Unerzählt“, mit Radierungen von Jan Peter Tripp und Texten von  W. G. Sebald
- 2009: Gerhard Richter
- 2011: Welterfindung – zeitgenössische Photographie aus der Sammlung Olbricht